# Клермон ле Фор
Клермон ле Фор (фр. Clermont-le-Fort) насеље је и општина у јужној Француској у региону Миди Пирене, у департману Горња Гарона која припада префектури Тулуз.
По подацима из 2011. године у општини је живело 535 становника, а густина насељености је износила 53,29 становника/km². Општина се простире на површини од 10,04 km². Налази се на средњој надморској висини од 240 метара (максималној 282 m, а минималној 152 m).

## Демографија
| 1962. | 1968. | 1975. | 1982. | 1990. | 1999. | 2011. |
| ----- | ----- | ----- | ----- | ----- | ----- | ----- |
| 241   | 242   | 250   | 308   | 359   | 464   | 535   |

График промене броја становника у току последњих година